# Cutberto di Lindisfarne
Cutberto di Lindisfarne (Wrangham, 634 circa – Isole Farne, 20 marzo 687) è stato un monaco e poi vescovo anglosassone; è venerato come santo da tutte le Chiese che ammettono il culto dei santi.

## Biografia
Originario della Northumbria, Cutberto nacque attorno al 634 a Wrangham (oggi New Smailholm). Di umili origini, dopo aver combattuto nell'esercito di re Oswiu, nel 651 entrò in monastero.
Divenuto priore dell'abbazia di Lindisfarne nel 664, undici anni dopo si ritirò a vita eremitica, ma nel 684 il concilio di Twyford lo elesse vescovo di Lindisfarne. Fu consacrato il giorno di Pasqua del 685. Dopo un'intensa attività evangelizzatrice, si ritirò di nuovo in eremitaggio e morì sull'isola di Farne il 20 marzo del 687. Fu sepolto sul'isola di Lindisfarne. Nel 875, dopo le invasioni danesi, le sue spoglie furono trasladate a Durham, e furono risepolte nella cattedrale nel 999.

## Culto
Fu canonizzato nel 698.
La storia della sua vita fu scritta per la prima volta da un monaco di Lindisfarne intorno al 700 e successivamente, nel 721 circa, Beda il Venerabile compose un'opera in versi e prosa intitolata Vita e miracoli di san Cutberto, vescovo di Lindisfarne.
Durante il Medioevo la figura di San Cutberto assunse un particolare valore politico per le popolazioni semi-autonome che vivevano nella regione del Palatinato di Durham. In questa zona il Vescovo di Durham possedeva un potere notevole, paragonabile a quello dello stesso sovrano inglese. Gli abitanti del Palatinato vennero denominati haliwerfolc, un termine che può essere tradotto sommariamente come il popolo del santo. In breve si diffuse la credenza che il santo fungesse da protettore per il popolo di Durham, soprattutto riguardo alle difese della sua autonomia. Riguardo a questa leggenda c'è un suo riferimento durante la battaglia di Durham del 1346.

## Genealogia episcopale
La genealogia episcopale è:
- Papa Vitaliano
- Arcivescovo Teodoro di Canterbury
- Vescovo Cutberto di Lindisfarne